# Remetea (Bihor)
Remetea é uma comuna romena localizada no distrito de Bihor, na região histórica da Crișana (parte da Transilvânia). A comuna possui uma área de 67.94 km² e sua população era de 3011 habitantes segundo o censo de 2007.